# Qaqortukulooq
Qaqortukulooq (zastarale Qaqortukulôq, spíše známý pod norským názvem Hvalsey) je zaniklá osada v kraji Kujalleq v Grónsku. Název znamená „velmi velké bílé (místo)“. Mezi 10. a 14. stoletím byl obydlen Nory, ale jako grónská osada existoval až do roku 2004. Je známý především díky ruinám kostela, které jsou nejlépe dochovanou zříceninou norských staveb v Grónsku.